# 帕筍崔灣妮
帕笋崔湾妮（羅馬化：sundarīvāṇī，直译：「美女之声」），又称为顺特莉瓦尼公主，是泰国佛教的一位女神，负责守护与保存佛法和大藏经。她是一位拥有纯白身体的女神，在泰国艺术中，帕笋崔湾妮的形象为右手结招财手印（后改为皈依印），左手持摩尼宝珠，坐姿为跏趺坐。其特征和信仰类似于印度教、耆那教和大乘佛教中对辩才天女的崇拜。

## 图库

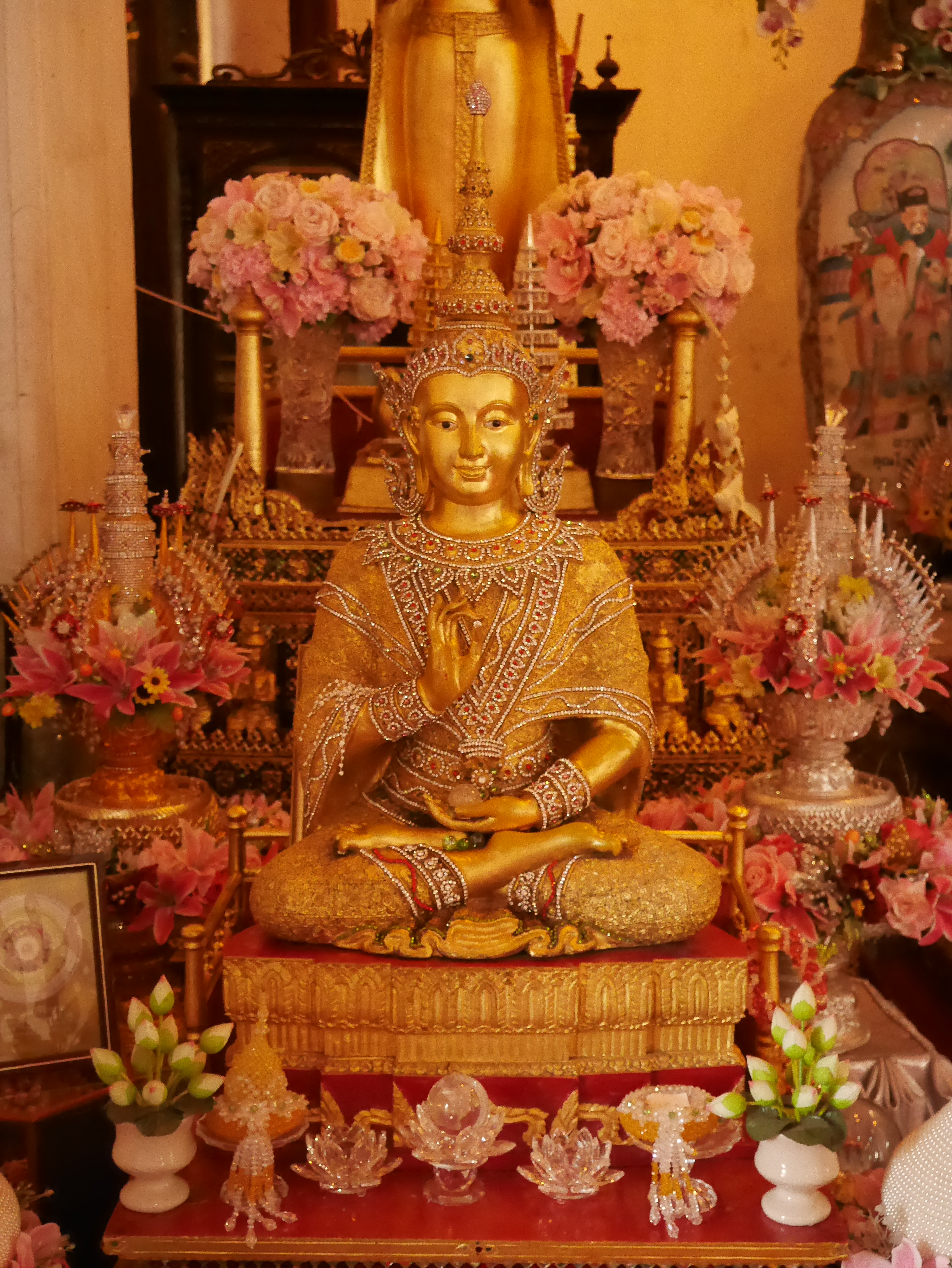
帕笋崔湾妮的坐像

## 备注
1. ↑  巴利语，含义为：「圣者莲唇生妙音，众生依怙宝光耀；祈以庄严语甘露，圆满我愿润心田。」
2. ↑  泰语有将女神称为公主的习惯。